# Veľká Lúka
Veľká Lúka és un poble i municipi d'Eslovàquia que es troba a la regió de Banská Bystrica.

## Història
La primera menció escrita de la vila es remunta al 1281.

## Demografia
| Godina             | 1994 | 2004 | 2014    | 2024    |
| ------------------ | ---- | ---- | ------- | ------- |
| Nombre de persones | 0    | 429  | 587     | 868     |
| Diferència         |      | –    | +36,82% | +47,87% |

| Godina             | 2023 | 2024   |
| ------------------ | ---- | ------ |
| Nombre de persones | 878  | 868    |
| Diferència         |      | −1,13% |